# De Dietrich 10 CV
Der De Dietrich 10 CV ist ein Pkw-Modell aus der Zeit um 1900. Hersteller war die Société de Dietrich et Cie de Lunéville in Frankreich.

## Beschreibung
Das Modell wurde erstmals im Juni 1899 auf dem zweiten Pariser Autosalon präsentiert. Es löste den 9 CV ab. Es entstand ebenso wie der schwächere 6 CV nach einer Lizenz des französischen Unternehmens Amédée Bollée fils. Im Januar 1901 stand das Modell erneut auf dem Pariser Autosalon. Entweder 1901 oder spätestens 1902 endete die Produktion, als De Dietrich die Fertigung aller Modelle nach Bollée-Lizenz aufgab. 1902 folgte der Type H nach einer Lizenz von Turcat-Méry.
Der 10 CV hat einen Zweizylinder-Reihenmotor. Während der 9 CV 3,2 Liter Hubraum hat, ist er für den 10 CV nicht angegeben. Der Motor war damals in Frankreich steuerlich mit 10 CV eingestuft.
Der Motor ist liegend hinter der Vorderachse eingebaut. Er treibt über Riemen und ein im Heck befindliches Getriebe die Hinterräder an. Anfang 1901 wurde das Modell weiterentwickelt und das Getriebe vor der Hinterachse eingebaut. Die Hinterräder wurden fortan über Ketten angetrieben.
Im Gegensatz zu allen anderen De-Dietrich-Modellen nach Bollée-Lizenz ist für den 10 CV kein Einsatz bei einem Autorennen verzeichnet.
Eine französische Automobilzeitschrift vom 25. Januar 1900 brachte einen Bericht samt Foto über einen Lastkraftwagen mit 10 PS. Darin sind 225 cm Radstand, 125 cm Spurweite, 360 cm Länge und 182 cm Breite angegeben.